# 久布白落実

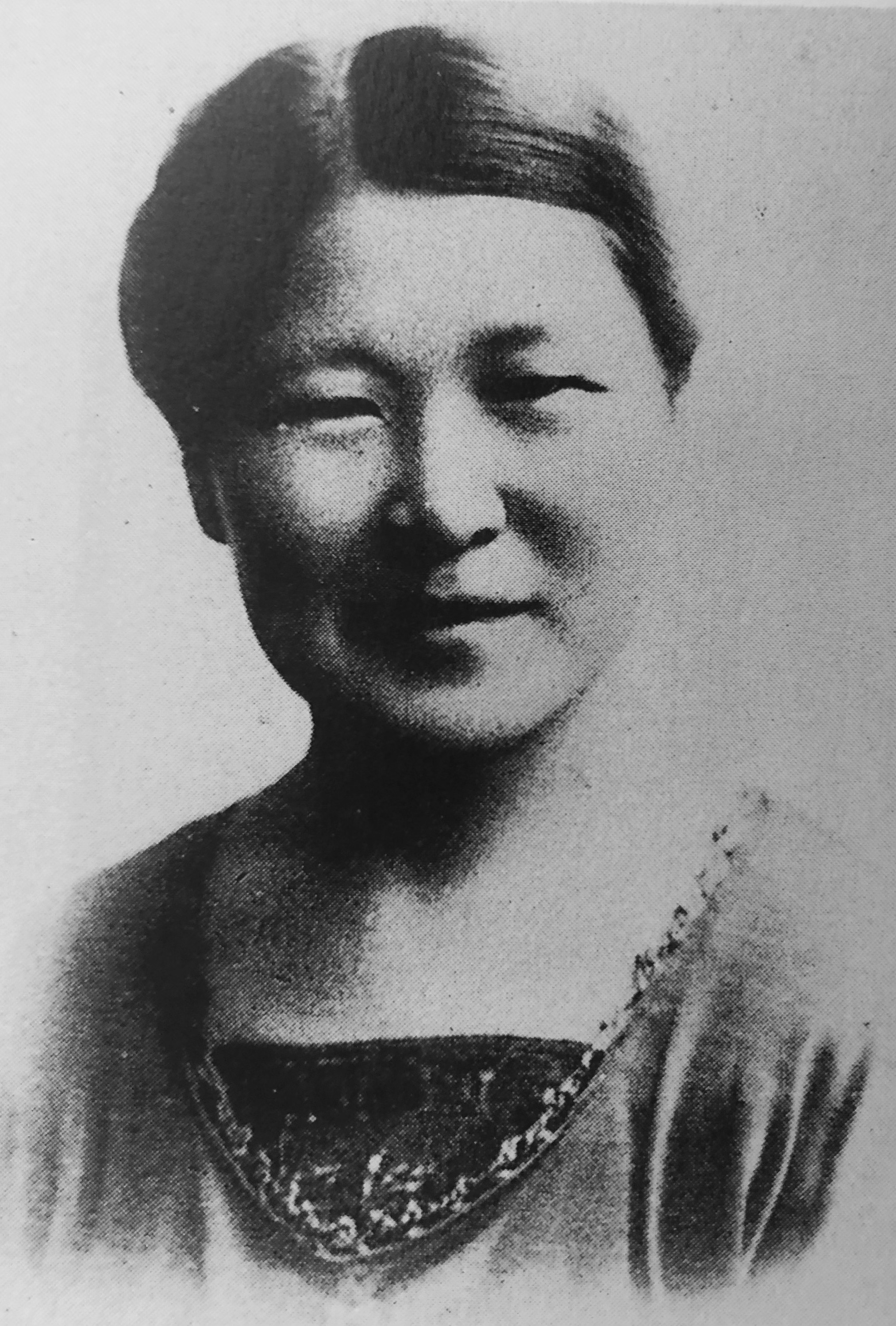
久布白落実

久布白 落実（くぶしろ おちみ、1882年12月16日 - 1972年10月23日）は、日本の女性解放運動家。戦前戦後を通じ、女性参政権運動、廃娼運動に尽力した。婦選獲得同盟の総務理事を務めた。

## 来歴

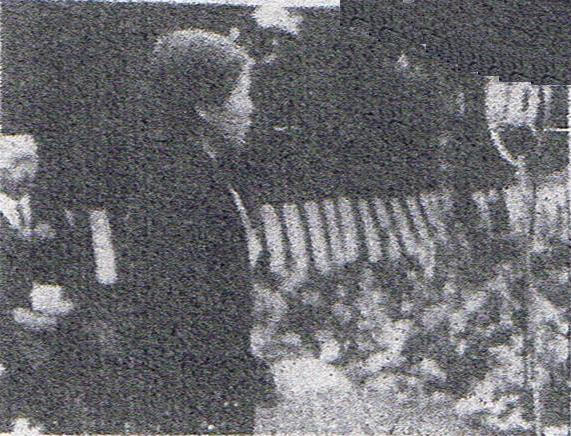
皇紀二千六百年奉祝全国基督教信徒大会の奨励

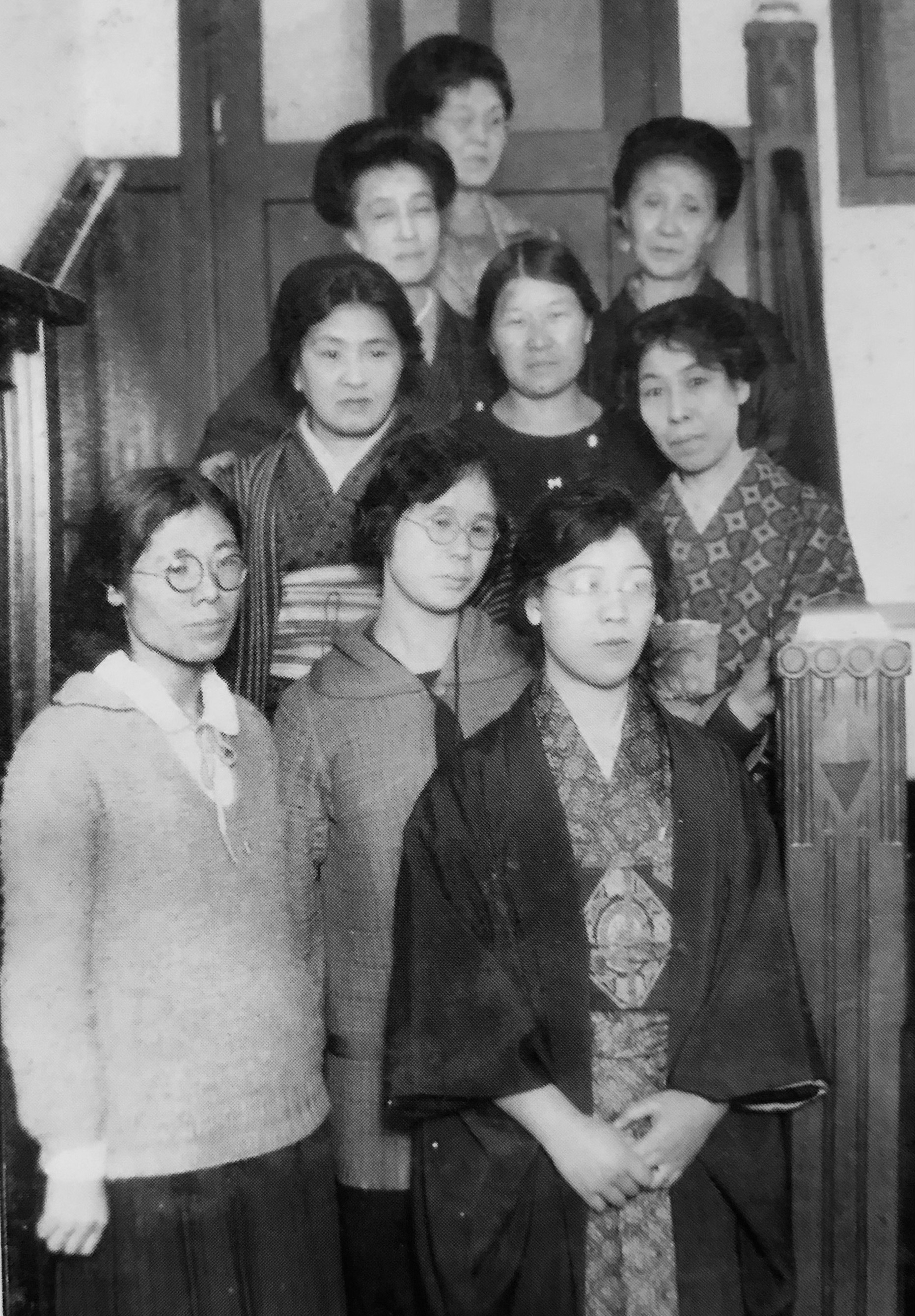
1926年12月13日、「婦選獲得同盟」の満2周年記念会が開かれた。前列左から市川房枝、金子しげり、大平悦子。中列左から八木橋きい子、久布白落実、荻原真子。後列左から田中芳子、竹内茂代、岡田京子。

1882年、熊本県鹿本郡出身の牧師、大久保真次郎と、徳富蘇峰、徳冨蘆花の妹・音羽の長女として生まれる。真次郎は、1902年に渡米し、ハワイとオークランドに日系移民のための教会の設立した人物。幼い頃洗礼を受ける。
1903年（明治36年）、女子学院高等科卒業後、両親の伝道に同行しアメリカへ赴く。1906年に起きたサンフランシスコ地震で、落実は被災者の支援活動を行った際に、日本から移民した娼婦たちが住む地域に通訳として赴き、日系移民女性の悲惨な生活を目の当たりにする矯風会。この経験が、廃娼運動を志す契機となった。米国太平洋神学校に在学中に久布白直勝と出会い、結婚してシアトルに住む。
1913年（昭和2年）に帰国し、夫と共に大阪、高松、東京で牧師として活動する。夫と共に、東京市民教会を創設する。
それと平行して、廃娼運動に参加。
1924年（大正13年）12月13日、東京連合婦人会の政治部を母体として「婦人参政権獲得期成同盟会」が設立。総務理事に久布白、会務理事に市川房枝が就任した。1925年（大正14年）3月29日に満25才以上男子による普通選挙を規定する法律「普通選挙法」が成立すると、婦人参政権獲得期成同盟会は4月19日、「婦選なくして普選なし」の標語のもと、「婦選獲得同盟」と改称した。
1926年（大正15年）6月、廃娼運動推進の国民委員会が発足すると同会の委員に指名される。
1930年（昭和5年）、婦人獲得同盟総務理事を辞任。
1940年（昭和15年）10月17日の皇紀二千六百年奉祝全国基督教信徒大会の奨励を担当、「興亜奉公という偉大な精神は日本国民に対して火の柱、雲の柱であると信ずる」「新体制は十字架の道である」と述べた。
1946年（昭和21年）の第22回衆議院議員総選挙に東京都第2区から自由党公認で立候補したが落選した。翌1947年（昭和22年）の第1回参議院議員通常選挙に全国区から自由党公認で立候補したが落選した。売春禁止法制定促進委員会委員長となり、1956年（昭和31年）の売春防止法の制定に尽力した。
1966年（昭和41年)に83歳で日本基督教団正教師試験に合格する。1972年（昭和47年）にキリスト教功労者を受賞。
それらの功績により、藍綬褒章、勲三等瑞宝章を受章した。墓所は雑司ヶ谷霊園。

### 廃娼運動
矯風会の「婦人新報」に廃娼論を寄稿したことをきっかけに、矯風会の活動に参加し、廃娼運動に取り組むようになる。1916年に飛田遊郭の開設への反対運動を展開したが、飛田新地の開設を阻止することはできなかった。その後も、住吉公園遊郭取り消し請願、吉原遊郭の再建の反対運動にも取り組んだ。

## 親族
- 父の大久保真次郎（1855-1914）は熊本県山鹿市鹿央町の農家の長男として生まれ、優秀だったことから県の推薦で1871年に古城医学所に入り、コンスタント・ゲオルグ・ファン・マンスフェルトに学ぶ[17]。同郷の中央役人・矢嶋直方やその妹の矢嶋楫子（妻・音羽の母方伯父と叔母）から奨学金を得て東京医学校へ進学するも中途退学し、本願寺や同志社英学校で学ぶが校長の新島襄の不在中に徳富蘇峰らとともにストライキを起こして退学[18]、自由民権運動に関わり海運業にも手を出すが挫折し、妻子ができるも酒浸りの生活が続いたが、伝道者になることを決心して1887年に再度同志社で学び、1889年に埼玉県、1893年に群馬県での伝道を経て1902年ハワイ州ホノルルの日本人教会の牧師となり、1904年にカリフォルニア州オークランドの日本人教会に移り、当地で没した[19][20]。
- 母の音羽（1856-1945）は徳富一敬・徳富久子の娘として水俣市に生まれた。1873年に富岡製糸場の求めに応じて伝習工女となり[21]、1875年に稼働した全国で2番目の器械製糸工場で西日本で最初で最大の製糸工場緑川製糸場（熊本県甲佐町）で女工として働く[22]。弟の徳富蘇峰から友人の真次郎を紹介され、1882年に25歳で結婚。母・久子の勧めで1885年に3歳の落実とともにキリスト教に入る。落実のほか、次女・起実、長男・真太郎をもうけた。
- 夫の久布白直勝(1879-1920)はユニテリアンの牧師。熊本細川藩の元士族で商家の久布白直宜・夏子の長男として熊本に生まれ、22歳で渡米し、妹の死をきっかけに受洗、バークレーのユニテリアン神学校、ハーバード大学で学び、1905年に卒業後、ワシントン州シアトル市日本人組合教会の牧師となり、真次郎の紹介で1910年に落実と結婚。この頃の宗徒に田中小実昌の父・田中種助がいる。1913年に帰国後、大阪、高松、東京などの教会で牧師をした。村岡花子の結婚の際には築地教会で司式を務めた[23]。

## 著作
- 『久布白落実著作集』全6巻、学術出版会、2009年、ISBN 978-4-284-10200-1